# Egidijus Karskis
Egidijus Karskis ist ein Strongman aus Litauen. 1990 wurde er nationaler Meister bei der Litauischen Strongman-Meisterschaft. Karskis leitet als Direktor das im Dezember 1993 errichtete Holzbau-Unternehmen UAB Kerdara (im Dorf Satkūnai, Rajongemeinde Joniškis). Er ist auch Präsident des Sport-Clubs Visuomeninis imtynių sporto klubas „Kova“ in Joniškis.